# Walter Kingsford
Pour les articles homonymes, voir Kingsford.

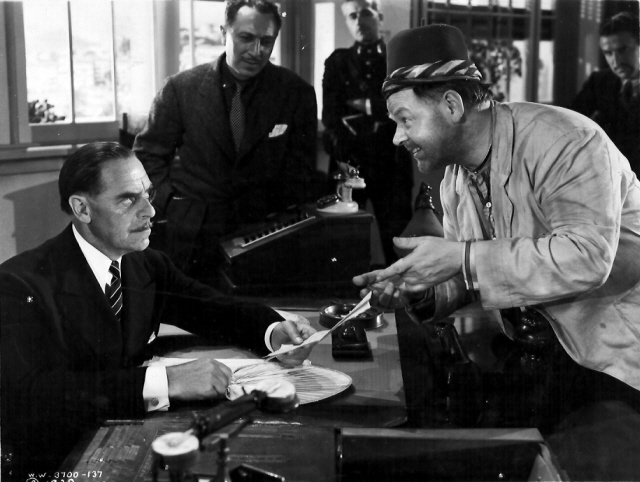
Walter Kingsford (assis), face à Gene Lockhart, dans Casbah (1938)

Walter Kingsford est un acteur anglais, né à Redhill (Surrey, Angleterre, Royaume-Uni) le 20 septembre 1882, mort à Hollywood (Californie, États-Unis) le 2 février 1958.

## Biographie
Walter Kingsford débute au théâtre dans son pays natal puis, installé aux États-Unis, se produit à Broadway entre 1912 et 1946, dans des pièces et une opérette (sa dernière participation à Broadway).
Au cinéma, il apparaît de 1930 à 1958 (son dernier film, tourné en 1957, sort l'année de sa mort).
À la télévision, il joue dans des séries de 1951 à 1957 (notamment, cinq épisodes de Alfred Hitchcock présente en 1956-1957).

## Filmographie partielle

### Cinéma
- 1922 : Sherlock Holmes contre Moriarty (Sherlock Holmes) d'Albert Parker
- 1930 : Outward Bound de Robert Milton
- 1932 : The Trans-Atlantic Mystery de Joseph Henabery
- 1934 : The Pursuit of Happiness d'Alexander Hall
- 1934 : The President Vanishes de William A. Wellman
- 1935 : The White Cockatoo (en) de Alan Crosland
- 1935 : The Mystery of Edwin Drood de Stuart Walker
- 1935 : La Fugue de Mariette (Naughty Marietta) de W. S. Van Dyke
- 1935 : Shanghai de James Flood
- 1935 : The Melody Lingers On (en) de David Burton
- 1935 : La Femme traquée (I Found Stella Parish) de Mervyn LeRoy
- 1935 : Le Marquis de Saint-Évremont (A Tale of Two Cities) (non crédité) de Jack Conway
- 1935 : Soldat de carrière (Professional Soldier) de Tay Garnett
- 1936 : La Vie de Louis Pasteur (The Story of Louis Pasteur) de William Dieterle
- 1936 : La musique vient par ici (The Music Goes 'Round) de Victor Schertzinger
- 1936 : Le Petit Lord Fauntleroy (Little Lord Fauntleroy) de John Cromwell
- 1936 : Betsy (Hearts Divided) de Frank Borzage
- 1936 : Le Rayon invisible (The Invisible Ray), de Lambert Hillyer
- 1936 : À vos ordres, Madame (Trouble for Two), de J. Walter Ruben
- 1936 : Meet Nero Wolfe d'Herbert J. Biberman
- 1937 : My Dear Miss Aldrich de George B. Seitz
- 1937 : Le Chant du printemps (Maytime) de Robert Z. Leonard
- 1937 : La Vie d'Émile Zola (The Life of Emile Zola) de William Dieterle
- 1937 : The League of frightened Men d'Alfred E. Green
- 1937 : Capitaines courageux (Captains Courageous) de Victor Fleming
- 1938 : La Famille sans-souci (The Young in Heart), de Richard Wallace : Inspecteur
- 1938 : Vive les étudiants (A Yank at Oxford) de Jack Conway
- 1938 : Miss Catastrophe (There's Always a Woman) d'Alexander Hall
- 1938 : Barreaux blancs (Lord Jeff) de Sam Wood
- 1938 : Casbah (Algiers) de John Cromwell
- 1938 : Amanda (Carefree) de Mark Sandrich
- 1938 : Le Roi des gueux (If I were King) de Frank Lloyd
- 1938 : Le Jeune docteur Kildare (Young Dr. Kildare) de Harold S. Bucquet
- 1939 : Juarez de William Dieterle
- 1939 : On demande le docteur Kildare (Calling Dr Kildare) de Harold S. Bucquet
- 1939 : Le Secret du docteur Kildare (The Secret of Dr. Kildare) de Harold S. Bucquet
- 1939 : L'Homme au masque de fer (The Man in the Iron Mask) de James Whale
- 1939 : Miracles à vendre (Miracles for Sale) de Tod Browning
- 1939 : Dancing Co-Ed, de S. Sylvan Simon
- 1940 : Double Chance (Lucky Partners) de Lewis Milestone
- 1940 : Une dépêche Reuter (A Dispatch from Reuter's) de William Dieterle : Napoléon III
- 1940 : Kitty Foyle (Kitty Foyle : The Natural Story of a Woman) de Sam Wood
- 1940 : L'Étrange Cas du docteur Kildare (Dr. Kildare's Strange Case) de Harold S. Bucquet
- 1940 : La Rançon de la gloire (Star Dust) de Walter Lang
- 1941 : Le Diable s'en mêle (The Devil and Miss Jones) de Sam Wood
- 1941 : Vendetta (The Corsican Brothers) de Gregory Ratoff
- 1942 : Le meurtrier s'est échappé (Fly-by-Night) de Robert Siodmak
- 1942 : La Blonde de mes rêves (My Favorite Blonde) de Sidney Lanfield
- 1942 : The Loves of Edgar Allan Poe de Harry Lachman
- 1942 : On demande le docteur Gillespie (Calling Dr. Gillespie) de Harold S. Bucquet
- 1943 : Mr. Lucky d'Henry C. Potter
- 1943 : Et la vie recommence (Forever and a Day) d'Edmund Goulding et Cedric Hardwicke
- 1943 : Dr. Gillespie's Criminal Case de Willis Goldbeck
- 1944 : Trois Hommes en blanc (Three Men in White) de Willis Goldbeck
- 1944 : Femme aimée est toujours jolie (Mr. Skeffington) de Vincent Sherman
- 1945 : L'Impossible Amour (Between Two Women) de Willis Goldbeck
- 1948 : La Flèche noire (The Black Arrow) de Gordon Douglas
- 1949 : La Furie des tropiques (Slattery's Hurricane) d'André de Toth
- 1951 : Tarzan's Peril de Byron Haskin
- 1951 : Mon passé défendu (My Forbidden Past) de Robert Stevenson
- 1952 : Le Trappeur des grands lacs (The Pathfinder) de Sidney Salkow
- 1952 : Le Proscrit (The Brigand) de Phil Karlson
- 1953 : Les Yeux de ma mie (Walking My Baby Back Home) de Lloyd Bacon
- 1956 : Le Tour du monde en quatre-vingts jours (Around the World in 80 days) de Michael Anderson
- 1958 : Le Fou du cirque (Merry Andrew) de Michael Kidd

## Théâtre (à Broadway)
(pièces, sauf mention contraire)
- 1912 : Beauty and the Jacobin de Booth Tarkington, avec Maurice Elvey, Elisabeth Risdon
- 1912 : The Poetasters of Ispahan de Clifford Bax, avec Maurice Elvey, Elisabeth Risdon
- 1912-1913 : Fanny's First Play de George Bernard Shaw, avec Maurice Elvey, Lionel Pape, Elisabeth Risdon
- 1913 : The Five Frankfurters de Basil Hood, d'après Carl Rossler, avec Pedro de Cordoba, Henry Stephenson
- 1914 : The Money Makers de Charles Klein, avec Berton Churchill
- 1914-1915 : The Cat and the Cherub de Chester Bailey Fernald
- 1914-1915 : Phipps de Stanley Houghton
- 1914-1915 : Experience de George V. Hobart
- 1915 : Alice au pays des merveilles (Alice in Wonderland) d'Alice Gerstenberg, d'après Lewis Carroll
- 1916-1917 : Major Pendennis, adaptation par Langdon Mitchell du roman L'Histoire de Pendennis (The History of Pendennis) de William Makepeace Thackeray, avec Alison Skipworth, Leonard Willey
- 1917-1918 : Madame Sand de Philip Moeller
- 1918 : The Army with Banners de Charles Rann Kennedy
- 1918 : The Servant in the House de Charles Rann Kennedy
- 1919 : Le Bourgmestre de Stilmonde (A Burgomaster of Belgium) de Maurice Maeterlinck, avec Leonard Willey
- 1920 : The Tragedy of Nan de John Masefield, avec Philip Merivale
- 1920 : All Soul's Eve de Anne Crawford Flexner
- 1924-1925 : S.S. Glencairn d'Eugene O'Neill, avec Walter Abel, Edgar Stehli
- 1925 : Bachelors' Brides de Charles Horace Malcolm, avec Lee Patrick
- 1925-1926 : Hamlet de William Shakespeare, avec Helen Chandler, Basil Sydney, Charles Waldron
- 1926 : Port O'London de George W. Oliver, avec Alison Skipworth, Basil Rathbone
- 1926 : Henri IV, 1re partie (King Henry IV, Part I) de William Shakespeare, avec Thomas Chalmers, Gilbert Emery, J.M. Kerrigan, Philip Merivale, Otis Skinner, Basil Sydney
- 1926 : Sport of Kings de Ian Hay Beith, avec Alan Mowbray, Mary Forbes
- 1926-1927 : The Constant Wife de William Somerset Maugham, avec Ethel Barrymore, C. Aubrey Smith, Verree Teasdale, Cora Witherspoon
- 1927 : If de Lord Dunsany
- 1928 : So Am I de C.M. Selling
- 1928 : 12,000 de Bruno Frank, adaptation de William A. Drake, avec Lumsden Hare, Basil Sydney
- 1929-1930 : The Criminal Code de Martin Flavin
- 1930 : Children of Darkness d'Edwin Justus Mayer
- 1930 : La Nuit des rois, ou Ce que vous voudrez (Twelfth Night, or What you will) de William Shakespeare, avec Arthur Hohl, Jessie Ralph
- 1930 : Art and Mrs. Bottle de Benn W. Levy, avec Katharine Hepburn
- 1931 : After All de John van Druten, avec Humphrey Bogart, Helen Haye
- 1931 : If Love Were All de Cutler Hatch, avec Margaret Sullavan
- 1932 : The Black Tower de Ralph Murphy et Lora Baxter
- 1932 : Christopher Comes Across de Hawthorne Hurst, avec Tullio Carminati
- 1932 : Domino de Marcel Achard, adaptation de Grace George, mise en scène de Stanley Logan, avec Jessie Royce Landis
- 1932-1933 : Criminal at Large d'Edgar Wallace
- 1933 : For Services Rendered de William Somerset Maugham, avec Jean Adair, Fay Bainter, Leo G. Carroll, Henry Daniell, Elisabeth Risdon, Jane Wyatt
- 1933 : Going Gay de William Miles, avec Charles Halton, Alan Marshal
- 1944-1946 : Song of Norway, opérette, adaptation musicale (sur des thèmes d'Edvard Grieg) et lyrics de George Forrest et Robert Wright, chorégraphie de George Balanchine